# Pizzo Forno
Pizzo Forno är en bergstopp i Schweiz.   Den ligger i distriktet Leventina och kantonen Ticino, i den sydöstra delen av landet, 120 km sydost om huvudstaden Bern. Toppen på Pizzo Forno är 2 907 meter över havet, eller 270 meter över den omgivande terrängen. Bredden vid basen är 2,4 km.
Terrängen runt Pizzo Forno är huvudsakligen mycket bergig. Närmaste större samhälle är Biasca, 16,8 km sydost om Pizzo Forno. 
Trakten runt Pizzo Forno består i huvudsak av gräsmarker. Runt Pizzo Forno är det glesbefolkat, med 14 invånare per kvadratkilometer.